# Aeroportul Marion County – Rankin Fite
Aeroportul Marion County – Rankin Fite (IATA: HAB, ICAO: KHAB, FAA LID: HAB) este un aeroport din Alabama, Statele Unite ale Americii ce deservește zona Hamilton⁠(d).
Situat la o altitudine de 135 m, aeroportul dispune de 1 pistă.

## Infrastructură

### Piste
Aeroportul dispune de o singură pistă. Pista 18/36 are suprafața de asfalt și dimensiunile 5.495 picioare × 100 picioare. 